# Allo, allo
Pour la série télévisée britannique, voir Allô Allô.
Singles de Ilona Mitrecey
Noël, que du bonheur
(2005) Laissez-nous respirer
(2006)
Clip vidéo
[vidéo] « Allo, allo (audio) », sur YouTube
Allo, allo (ou Allô, allô) est une chanson de la chanteuse française Ilona Mitrecey extraite de son premier album Un monde parfait, sorti en octobre 2005.
C'est le cinquième single d'Ilona. Il débute à la 11e place la semaine en France du 8 avril 2006 et ensuite passe deux semaines à la 10e place, ce qui restera sa meilleure position.

## Liste des titres
| 1. | Allo, allo (Version originale)   | 2:47 |
| 2. | Allo, allo (Remix Club Edit Mix) | 2:40 |

## Classements
| Classement (2006)                       | Meilleure position |
| --------------------------------------- | ------------------ |
| Belgique (Wallonie Ultratop 50 Singles) | 35                 |
| France (SNEP)                           | 10                 |